# الهجرة اليهودية من لبنان (1948)
الهجرة اليهودية من لبنان بعد عام 1948 شملت الهجرة اليهودية اللبنانية إلى إسرائيل الآلاف اليهود الذين انتقلوا إلى إسرائيل على غرار هجرة مئات اليهود من الدول العربية عام 1948. على عكس الجاليات اليهودية في العديد من الدول العربية الأخرى، نمت الجاليات اليهودية في لبنان بعد عام 1948 ولم تبدأ الهجرة حتى نهاية الحرب الأهلية عام 1975. هذا التباين اللبناني سببه أن العلاقات اللبنانية  كانت أفضل مع السلطات الأوروبية خلال الانتداب الفرنسي مقارنة بالدول العربية الأخرى، مما أدى  تعددية أكثر في لبنان من جيرانها، كما أن بعض العناصر في المجتمع المسيحي الماروني كانوا متسامحين مع الصهيونية.

## خلفية الحدث

### الحكم الإلزامي
كتب تيودور بارفيت «كانت أعمال الشغب التي كان من غير المتصور حدوثها قبل فترة قصيرة أول مؤشر جاد على عدم الرضا عن الحكم البريطاني في تاريخ الاستعمار». بالنظر إلى بعض الأمثلة مثل: عدن وليبيا والعراق، فمن الواضح أن الكراهية للحكم الاستعماري والاستياء من الحركة الصهيونية كانت موجودة داخل المجتمعات الإسلامية في العالم العربي. أدت هذه المشاعر إلى العديد من أعمال العنف ضد اليهود في جميع أنحاء العالم العربي، مما أدى إلى الخوف وعدم الثقة داخل المجتمعات اليهودية، وأدى هذا إلى هجرة المئات إلى إسرائيل. «ليس هناك شك في أن أعمال الشغب التي يفصلها عن الهجرة الجماعية حوالي أربع سنوات كانت عاملاً رئيسياً في تحقيق ذلك». في عام 1949، شهدت إسرائيل هجرة قرابة مائتين وخمسة وثلاثين ألف يهودي. وبحلول عام 1954، بلغ عدد المهاجرين إلى إسرائيل منذ تأسيس الدولة اليهودية 725000 مقسمين على هذا النحو:
العراق 125000
اليمن وعدن -49000
المغرب / تونس 90000
تركيا  35000
إيران 27000
المجموع 326000
الاحصائيات مأخوذة من كتاب: الخلاف في صهيون: الصراع بين اليهود السفارد والأشكناز في إسرائيل بقلـم ج. ن. جلعادي، صفحة رقم 77.
مثل العديد من الدول العربية الأخرى، عانى اللبنانيون من استياء عميق بسبب افتقارهم للحكم الذاتي الجديد. ومع ذلك، على عكس العديد من الدول العربية الأخرى، لم يختبر لبنان نفس مستويات عدم الرضا عن مستعمريه الأوروبيين.
تواجد اليهود في لبنان منذ العصور التوراتية، وكانوا جزءًا أساسيًا من المجتمع اللبناني. «في القرن الثاني عشر... كان اليهود يعيشون في نفس منطقة الدروز، وكانوا تجارًا وأصحاب مصالح. وقد اندمجوا جيدًا في بيئتهم وكان معظمهم معربين». لكن هذا التعريب لا ينبغي أن يساء فهمه على أنه استيعاب لهم، فاليهود اللبنانيون لم يندمجوا في الثقافة الإسلامية، بل انخرطوا بها لتحقيق التكامل. وهنا يجب التمييز بين الاستيعاب والتكامل. فالاستيعاب يعني تبني عادات ثقافة أخرى، ويصف التكامل من جهة أخرى العلاقة بين مجموعتين فرديتين تتحدان معًا وتحافظان على تفردهما. على الرغم من أن يهود لبنان جزء أساسي من المجتمع اللبناني، فقد احتفظوا بهويتهم الدينية والثقافية. كانت إحدى الطرق الرئيسية التي تمكن اليهود اللبنانيون من الحفاظ على هذه الهوية الثقافية من خلال الدستور اللبناني. ففي ظل الانتداب الفرنسي، ساعد الفرنسيون لبنان على وضع دستور «تأسيس الدولة الجديدة والمتنوعة».  وأصبحت لبنان بذلك دولة تكامل بدلاً من استيعاب تحترم فيها الثقافات والأديان المختلفة. «تم الاعتراف بحقوق الجالية اليهودية اللبنانية في الدستور المدني لعام 1911، مما جعلها واحدة من الأقليات الأكثر تقدمية». قامت الحكومات بتوثيق احترم الأقليات كتابةً ومماسةً على أرض الواقع. فقد قال سليم هراري في خطاب وجهه إلى الانتداب الفرنسي والمسؤولون الحكوميون اللبنانيون:
نخاطب حكومة الجمهورية اللبنانية بمشاعر الامتنان العميق... لحماية حقوقنا ومصالحنا كأقلية دينية، فنحن مواطنون مخلصون وأوفياء.

### الصهيونية في لبنان
في لبنان، لم يستقبل السكان اليهود الصهيونية أبدًا إلى حد يبرر حدوث أعمال شغب أو عنف معاد للسامية (يستخدم مصطلح معاد للسامية ضد اليهود، لأن اللبنانيين هم أيضًا من السامية). في رسالة إلى العقيد فريدريك كيش، كتب رئيس السلطة التنفيذية الصهيونية أنه قبل عام 1929  لم تبدِ جميع الطوائف اللبنانية بما فيها اليهود أي اهتمام بقضية فلسطين ". وحتى بعد أعمال الشغب التي اندلعت عام 1929 وزيادة الاهتمام اليهودي بفلسطين، فلم يقم اليهود بشيء يذكر إلا القليل. بدلاً من اعتبار أنفسهم يهودًا، كان اليهود اللبنانيون يرون أنفسهم في المقام الأول مواطنين لبنانيين. حتى جوزيف فرحي الذي عرف نفسه بأنه صهيوني لبناني كان يحمل شعار "كن يهوديًا صالحًا ومواطنًا لبنانيًا صالحًا في آنٍ واحد". كتبت كريستين شولز عن اليهودية من وجهة نظر اليهود اللبنانيين قائلاً: "تُعتبر اليهودية ديانة وليست جنسية أو أيديولوجية".  أعتبرت الهوية الوطنية اللبنانية لليهود أقوى بكثير من دعمهم لقضية الصهيونية، أو على الأقل استعدادهم للهجرة. ومع ذلك، فإن هذه الفكرة المتمثلة في إحجام اليهود عن مغادرة منازلهم لم تكن فريدة من نوعها بالنسبة للبنان، حيث شعر الكثير من يهود الدول العربية بحس قوي من القومية تجاه بلدانهم الأصلية وعاشوا مع إخوانهم المسلمين بسلام لعدة قرون. تميزت لبنان من هذه الناحية بأن الحكومة اللبنانية فهمت أن اليهود اللبنانيين معادون للصهيونية، وقامت بحمايتهم من العنف ضد اليهود.

### الصهيونية والطائفة المسيحية المارونية اللبنانية
ينظر الصهاينة إلى لبنان كدولة فريدة من نوعها في العالم العربي، وترى لورا أيزنبرغ أن هذا التفرد سببه الجالية الكاثوليكية المارونية الكبيرة في لبنان. فقد تشارك الموارنة واليهود بكونهما أقلية في العالم العربي. سعى الموارنة إلى إنشاء «تحالف الأقليات» ضد الأغلبية المسلمة، ووجدوا هذا الحليف في الصهاينة. كتبت شولز ما يلي في نقاشٍ لهذا الموضوع: «نشأت مقاربة مؤيدة للصهيونية من جانب المجتمع الماروني الذي سعى إلى تحالف مع فلسطين اليهودية لتجنب» خطر الإسلام ". وكتبت أيزنبرغ في نقاش حول الموارنة أنه بمجرد أن يتخلص المسلمون من اليهود، فإنهم سوف يبدأون بالمسيحيين " بمعنى آخر، وجد الكاثوليك الموارنة حليفًا قويًا في الصهاينة ضد تهديد الإسلام، وسعى الصهاينة إلى صنع تحالفات داخل الدول العربية، ووجد لبنان ممثلاً بالمارونية مكانًا مثاليًا لبدء العلاقات العربية. «في الواقع، حافظت الجالية الكاثوليكية المارونية في لبنان والجالية اليهودية قبل الدولة في فلسطين على علاقة قوية استمرت لعقود من الزمن، وتميزت بمحاولات لإنتاج تحالف فعال سياسياً». وهكذا، منذ بدايات الصهيونية، أقيمت بالفعل علاقة إيجابية مع الطائفة المارونية اللبنانية.
سرعان ما امتدت هذه العلاقة الإيجابية بين الطائفة الصهيونية والمارونية لتشمل الحكومة اللبنانية ككل عندما ذهبت الرئاسة في لبنان إلى الموارنة. علاوة على ذلك، كان هناك في هذه الفترة مجتمع ماروني قوي في لبنان. فوفقًا لتعداد عام 1932، كان الموارنة هم الأغلبية الدينية في لبنان. لذلك، مع وجود مجتمع ماروني قوي يحتل المناصب الحكومية الرئيسية، أصبحت العلاقة المارونية الصهيونية القوية علاقة لبنانية صهيونية قوية. نظرت الدول العربية الأخرى إلى الصهيونية كتهديد لها، واتهمت اليهود بصورة غير مشروعة بأنهم صهاينة، وتمت مهاجمة اليهود أنفسهم. كان للبنان علاقة سلمية راسخة مع الصهيونية،  وسمحت هذه العلاقة السلمية القائمة على التفاهم والمستمدة من عقود من العمل معًا للحكومة اللبنانية بفهم الصهيونية والتصرف وفقًا لذلك. في حين أن العديد من الدول العربية الأخرى التي لم تعتاد مثل هذه العلاقة رأت أن الصهيونية تشكل تهديدًا.

### العنف في الدول العربية
مع ازدياد قوة الحركة الصهيونية، ازدادت المشاعر المعادية لليهود في الدول العربية. ويصف تيودور بارفيت الموقف في كتاباته عن عدن قائلاً:
| الهجرة اليهودية من لبنان (1948) | تحول الاهتمام العربي بمشكلة فلسطين إلى استياء محلي عميق ضد اليهود من خلال عدد من العوامل. خُلق جو ديدي تمامًا بسبب تأكيدات غير معتادة من جانب الجالية اليهودية في عدن بشأن رفع الأعلام الصهيونية في يوم النصر في أوروبا، والتدفق الواضح للغاية للاجئين اليهود إلى عدن متجهين إلى فلسطين. | الهجرة اليهودية من لبنان (1948) |

تعايش اليهود والمسلمون بسلام نسبي في عدن، لكن عدن أصبحت مكانًا للتوترات المتزايدة التي بلغت ذروتها في العديد من أعمال الشغب. أدت المخاوف من تقسيم فلسطين إلى دولة يهودية وعربية إلى ضربات عربية صغيرة في تشرين الثاني عام 1947 في عدن. في تاريخ 30 تشرين الثاني، تحولت التوترات الناجمة عن المشاعر المعادية للصهيونية إلى أعمال عنف في جميع أنحاء الشرق الأوسط. «بعد اقتراح الأمم المتحدة بتقسيم فلسطين في 30 تشرين الثاني، التهبت المشاعر في جميع أنحاء العالم العربي وتم سفك دماء اليهود في فلسطين ودمشق وحلب وبيروت وبغداد». في الفترة التي سبقت إقامة إسرائيل عام 1948 وحتى بعد ذلك، انتشر العنف ضد اليهود في جميع أنحاء العالم العربي.
تشابهت أعمال الشغب في طرابلس في ليبيا في 4 تشرين الثاني عام 1945 مع أعمال الشغب في عدن. «ازدادت أعمال الشغب التي شملت نهب المتاجر والحرق العمد والهجمات الجسدية». تصف روايات العديد من المخبرين خلال أعمال الشغب أنّ "معظم المسلمين الأكثر فقراً من جميع الأعمار شاركوا في أعمال الشغب، بينما وقف الأثرياء للمشاهدة فقط. وشاركت النساء أيضًا من خلال تشجيع مثيري الشغب". شهدت عدن وطرابلس-ليبيا والعراق وسوريا والمغرب ومصر أعمال شغب معادية لليهود. لم يحصل هذا العنف فقط كرد فعل على صعود الصهيونية ودولة إسرائيل، ولكنه أيضًا كان مؤشرًا لعدم الرضا عن الحكم الأجنبي.

### الهجرة من دول الشرق الأوسط غير  لبنان
من الأعوام 1948-1975، شهدت إسرائيل هجرة من 1570000 يهودي. من هؤلاء، جاء 751000 من الدول الإسلامية ومثلوا ما يقرب 48% من جميع المهاجرين اليهود.  بحلول عام 1954، من أصل 725000 مهاجر يهودي، قدم 326000 منهم من دول إسلامية بما في ذلك العراق واليمن وإيران وعدن. ويبدو أن التوتر بين العرب واليهود حول تأسيس دولة إسرائيل أوجد ظروفًا غير مضيافة بالنسبة لليهود الشرق أوسطيين، بما في ذلك معاداة السامية وأعمال الشغب والتفجيرات والتهم الجنائية. نشأت هذه الظروف بعد سنوات من الاستياء المتزايد من الاستعمار الأوروبي والصهيونية من جانب المسلمين داخل الدول العربية.
"طوال عام 1947، لاحظ مفوض الشرطة في عدن تدهورًا مستمرًا في العلاقات بين اليهود والمسلمين، وتميز ذلك بالاعتداءات البسيطة على اليهود ... تحول الاهتمام العربي بمشكلة فلسطين إلى استياء محلي عميق لليهود." بدأ المسلمون الذين عاشوا مع اليهود على مدى قرون يشعرون بالاستياء من الإيديولوجية الصهيونية، واعتبروا الصهيونية خيانة للشعور بالمجتمع الذي نما بين المتعايشين. كتب حاييم سعدون في إشارة إلى مقال كتبه محمد خولتي في عام 1934 قائلاً: "لقد خذل اليهود المسلمين لأن ولاءهم كان يجب أن يكون للإمبراطورية الشريفة التي كانت ضيافتها معروفة منذ قرون. تم تعريف العديد من اليهود على أنهم من الصهاينة. ومع تنامي كره المسلمين للصهيونية، نمت كراهية المسلمين لليهود ككل وتحول هذا الاستياء إلى أعمال عنف نشطة، مما أجبر العديد من اليهود على الهجرة.

## الحرب الأهلية والعنف ضد اليهود في لبنان
كتبت شولز ما يلي في الفترة التي لم يُسمع بها عن العنف المعادي للسامية في لبنان «في سياق المواقف اللبنانية الشاملة تجاه مواطنيها اليهود، فإن لبنان بعيدة عن كونها بلد معاد للسامية». قدمت شولز حالات قليلة من العنف المعادي للسامية كدليل على ادعائها، وكتبت «الحوادث القليلة المعادية لليهود تستحق نظرة فاحصة، ليس بسبب الحوادث نفسها ولكن بسبب رد الفعل اللبناني عليها الذي في جوهره كان يحمي اليهود».
حصل حدث واحد معادٍ للسامية في لبنان. فمثل العديد من الحوادث المعادية للسامية في جميع أنحاء العالم العربي خلال الحروب العربية الإسرائيلية، هدد القوميون العرب بالعنف ضد اليهود اللبنانيين. ونتيجة لذلك، أطلقت الحكومة اللبنانية بسرعة الجنود العسكريين وشبه العسكريين في الحي اليهودي، بما في ذلك العديد من الجنود المسلمين. أكثر ما يلفت النظر حول هذه الحالة ويدل على العلاقة الطيبة بين اليهود والمسلمين داخل لبنان كان بيان رئيس الجالية اليهودية جوزيف عطية الذي صرح أن الجالية اليهودية «شعرت تمامًا بالأمان مع قوات الجيش والشرطة المسلمة أو المسيحية».
وقع حادث ثان في عام 1975 وعمل على تعزيز فكرة العلاقات اليهودية والإسلامية القوية والإيجابية في لبنان. ففي عام 1975، تحركت منظمة التحرير الفلسطينية والحركة الوطنية اللبنانية نحو وادي أبو جميل. وخلال هذا الحصار، قامت كلتا المجموعتين بتزويد اليهود بالطعام والماء. وبقيت منظمة التحرير الفلسطينية متمركزة في الكنيس من أجل منع التخريب. قالت شولز «في الوقت الذي كان فيه المسيحيون والمسلمون اللبنانيون يقتلون بعضهم بعضًا، حافظ اليهود اللبنانيون على علاقات جيدة مع كلا الجانبين».
يدل كل هذا أنّ المشاعر اللبنانية ككل أيدت حماية الشعب اليهودي اللبناني. رأى المجتمع اللبناني أن السكان اليهود جزء لا يتجزأ من مجتمعهم وأنهم مواطنين لبنانيين قبل أن يكونوا يهود. يبدو أن الكثير من هذه الثقة نبعت من العلاقات اللبنانية الصهيونية المواتية على الرغم من أن اليهود اللبنانيين لم يكونوا مستعدين للهجرة إلى إسرائيل. لم تكن هذه العلاقة المواتية مع الصهيونية موجودة في العديد من الدول العربية وأسفرت عن أعمال شغب معادية لليهود.
ومع ذلك، تم استهداف اليهود في السنوات الأخيرة من الحرب الأهلية. فقد تم اختطاف إسحاق ساسون زعيم الجالية اليهودية اللبنانية تحت تهديد السلاح في 31 آذار عام 1985 وهو في طريقه من مطار بيروت الدولي بعد رحلة إلى أبو ظبي. كما تم في وقت سابق اختطاف إيلي حلاق الطبيب البالغ من العمر 60 عامًا وحاييم كوهين اليهودي البالغ من العمر 39 عامًا وإسحاق تراب وييدا بنستي وسالم جاموس وايلي سرور. قُتل كوهين وتراب وسرور على أيدي خاطفيهم المنتمين إلى جماعة شيعية مسلمة تدعى منظمة المضطهدين على الأرض والتي يُعتقد أنها كانت جزءًا من حزب الله أو لها صلات به. بقيت مصائر الآخرين مجهولة، ويُعتقد أنهم قُتلوا أيضًا.